# Rezerwat przyrody Veľká Bránica
Rezerwat przyrody Veľká Bránica – obszar ochrony ścisłej w Krywańskiej części Małej Fatry w Karpatach Zachodnich na Słowacji. Obejmuje górną część północno-wschodnich zboczy doliny Veľká Bránica, od jej dna aż po grzbiet Koniarky - Baraniarky.
Rezerwat ma powierzchnię 332,09 ha, utworzony został w 1967 r. Podłoże zbudowane jest ze skał wapienno-dolomitowych z domieszką łupków i kwarcytów. Obszar rezerwatu jest niemal całkowicie zalesiony. Są to dobrze zachowane naturalne lasy bukowe, świerkowe, a w wyższych partiach łany kosodrzewiny. Niewielkie polany znajdują się jedynie w partiach grzbietowych. W rejonie tym żyje niedźwiedź brunatny i ryś. Obrzeżami rezerwatu prowadzą dwa szlaki turystyczne (żółty i niebieski).